# Sara Zanotti
Sara Zanotti (Negrar, 25 settembre 1986) è un'ex calciatrice italiana, di ruolo centrocampista, dall'estate 2016 nell'organigramma del ChievoVerona Valpo come collaboratore tecnico fino alla dissoluzione della società del 2019.

## Palmarès

### Club
- Campionato italiano di Serie A2: 2

Valpo Pedemonte: 2012-2013
- Campionato italiano di Serie B: 1

Valpolicella: 2016-2017